# Bulgarien beim Junior Eurovision Song Contest
Teilnehmende Rundfunkanstalt

Erste Teilnahme
2007
Bisher letzte Teilnahme
2021
Anzahl der Teilnahmen
7 (Stand 2021)
Höchste Platzierung
2 (2014)
Höchste Punktzahl
161 (2016)
Niedrigste Punktzahl
16 (2008)
Punkteschnitt (seit erstem Beitrag)
88,50 (Stand 2020)
Punkteschnitt pro abstimmendem Land im 12-Punkte-System
4,04 (Stand 2015)
Dieser Artikel befasst sich mit der Geschichte Bulgariens als Teilnehmer am Junior Eurovision Song Contest.

## Vorentscheide
2007, 2008 und 2011 gab es einen öffentlichen Vorentscheid. Bei der Rückkehr 2014 wurde intern gewählt. 2015 und 2016 fand eine öffentliche Vorentscheidung statt. Dabei gab es vier Vorrunden und ein Finale, in dem lediglich der Teilnehmer gefunden wurde. Der Beitrag wird intern bestimmt.

## Teilnahme am Wettbewerb
Seit der ersten Teilnahme 2007 nahm man lediglich 2008 und 2011 noch einmal teil. Dem siebten Platz 2007 stehen ein achter Platz 2011 sowie ein letzter Platz 2008 gegenüber. 2012 und 2013 war man nicht dabei, kehrte jedoch 2014 unter Kooperation von BNT mit einem anderen TV-Sender zum JESC zurück. Man erreichte 2014 einen zweiten Platz mit 147 Punkten. Dies war das bisher beste JESC-Ergebnis in der Geschichte Bulgariens beim Contest, weshalb Bulgarien auch 2015 teilnahm. Am 26. Januar 2015 wurde bestätigt, dass Bulgarien Gastgeber des JESC 2015 sein werde, das Land war somit erstmals Gastgeber einer Eurovision-Veranstaltung. Der Heimbeitrag 2015 erreichte den neunten von 17 Plätzen. Von 2017 bis 2020 hatte Bulgarien auf eine Teilnahme verzichtet. 2021 kehrte das Land zum Wettbewerb und erreichte den sechzehnten von 19 Plätzen. Im Jahr darauf zog sich das Land wieder vom Wettbewerb zurück.

## Liste der Beiträge
| Jahr      | Interpret                                                            | Titel (Musik / Text) | Sprache                  | Übersetzung              | Platz Teilnehmer (gesamt) | Punkte                   |
| --------- | -------------------------------------------------------------------- | --- | ------------------------ | ------------------------ | ------------------------- | ------------------------ |
| 2007      | Bon-Bon Бон-Бон                                                      | Bonbolandija (Бонболандия) (Bon-Bon)                                                                                            | Bulgarisch               | Bonbon-Land              | 7 / 17                    | 86                       |
| 2008      | Krestiana Krestewa Кристиана Кръстева                                | Edna mechta (Една мечта) (Kristijana Krastewa)                                                                                  | Bulgarisch               | Ein Traum                | 15 / 15                   | 15                       |
| 2009-2010 | Auf Teilnahme verzichtet                                             | Auf Teilnahme verzichtet | Auf Teilnahme verzichtet | Auf Teilnahme verzichtet | Auf Teilnahme verzichtet  | Auf Teilnahme verzichtet |
| 2011      | Iwan Iwanow Иван Иванов                                              | Superhero (Iwan Iwanow) | Bulgarisch               | Superheld                | 8 / 13                    | 60                       |
| 2012-2013 | Auf Teilnahme verzichtet                                             | Auf Teilnahme verzichtet | Auf Teilnahme verzichtet | Auf Teilnahme verzichtet | Auf Teilnahme verzichtet  | Auf Teilnahme verzichtet |
| 2014      | Krisia, Hasan & Ibrahim Крисия, Хасан и Ибрахим                      | Planet of the Children (Slawi Trifonow, Krisija Todorowa (Krisia), Ewgeni Dimitrow / Krisija Todorowa (Krisia), Iwajlo Walchew) | Bulgarisch               | Planet der Kinder        | 2 / 16                    | 147                      |
| 2015      | Gabriela Jordanowa & Iwan Stojanow Габриела Йорданова & Иван Стоянов | Colour of Hope (Slawi Trifonow, Ewgeni Dimitrow, Georgi Milchew-Godji / Iwajlo Walchew, Gabriela Jordanowa)                     | Bulgarisch               | Die Farbe der Hoffnung   | 9 / 17                    | 62                       |
| 2016      | Lidia Ganewa Лидия Ганева                                            | Magical Day (Вълшебен ден) (Wladimir Ampow / Wladimir Ampow, Ilija Grigorow)                                                    | Bulgarisch, Englisch     | Magischer Tag            | 9 / 17                    | 161                      |
| 2017-2020 | Auf Teilnahme verzichtet                                             | Auf Teilnahme verzichtet | Auf Teilnahme verzichtet | Auf Teilnahme verzichtet | Auf Teilnahme verzichtet  | Auf Teilnahme verzichtet |
| 2021      | Denislava & Martin                                                   | Voice Of Love (Vasil Garvanliev, Davor Yordanovski, Vesna Malinova, Stan Stefanov)                                              | Bulgarisch, Englisch     | Stimme der Liebe         | 16 / 19                   | 77                       |
| seit 2022 | Auf Teilnahme verzichtet                                             | Auf Teilnahme verzichtet | Auf Teilnahme verzichtet | Auf Teilnahme verzichtet | Auf Teilnahme verzichtet  | Auf Teilnahme verzichtet |

## Ausgetragene Wettbewerbe
| Jahr | Stadt | Austragungsort     | Moderation  |
| ---- | ----- | ------------------ | ----------- |
| 2015 | Sofia | Arena Armeec Sofia | Poli Genowa |

## Punktevergabe
Folgende Länder erhielten die meisten Punkte von oder vergaben die meisten Punkte an Bulgarien:
| Die meisten vergebenen Punkte | Die meisten vergebenen Punkte | Die meisten vergebenen Punkte |
| Platz                         | Land                          | Punkte                        |
| ----------------------------- | ----------------------------- | ----------------------------- |
| 1                             | Armenien                      | 62                            |
| 2                             | Russland                      | 45                            |
| 3                             | Belarus                       | 42                            |
| 4                             | Malta                         | 38                            |
| 5                             | Georgien                      | 37                            |

| Die meisten erhaltenen Punkte | Die meisten erhaltenen Punkte | Die meisten erhaltenen Punkte |
| Platz                         | Land                          | Punkte                        |
| ----------------------------- | ----------------------------- | ----------------------------- |
| 1                             | Nordmazedonien                | 41                            |
| 2                             | Niederlande                   | 38                            |
| 3                             | Malta                         | 31                            |
| 4                             | Italien                       | 28                            |
| 5                             | Armenien                      | 27                            |
| 5                             | Georgien                      | 27                            |

Stand: 2016